# کنیسه (بعلبک)
کنیسه (به عربی: الکنیسة) یک منطقهٔ مسکونی در لبنان است که در شهرستان بعلبک واقع شده‌است. کنیسه ۱٬۰۰۰ متر بالاتر از سطح دریا واقع شده‌است.